# Barclays
Barclays Bank plc è una banca internazionale britannica.
È presente in oltre cinquanta Paesi con oltre 129.400 dipendenti. Ha introdotto il primo ATM a Londra nel 1975 e le prime carte revolving. Nel 1958 è stata la prima banca nel Regno Unito ad avere una direttrice donna, la sig.ra Harding. Nel 1966 ha lanciato la prima carta di credito nel Regno Unito.
Nel settembre 2008, acquisisce alcuni asset della statunitense Lehman Brothers, ad un prezzo di 1,75 miliardi di dollari. Le società del Gruppo Barclays sono:
- Barclays, strutturata in cinque divisioni operative:
  - UK Banking
  - Global Retail and Commercial Banking
  - Barclays Capital - banca d'investimento
  - Barclays Global Investors - gestore di fondi comuni d'investimento per investitori istituzionali
  - Wealth Management
- Barclaycard, la divisione carte di credito. Lancia la prima carta di credito in Europa nel 1966 e nel 1977 è tra i soci fondatori del circuito visa. Lancia sul mercato la carta di credito revolving.
- Woolwich

## Storia

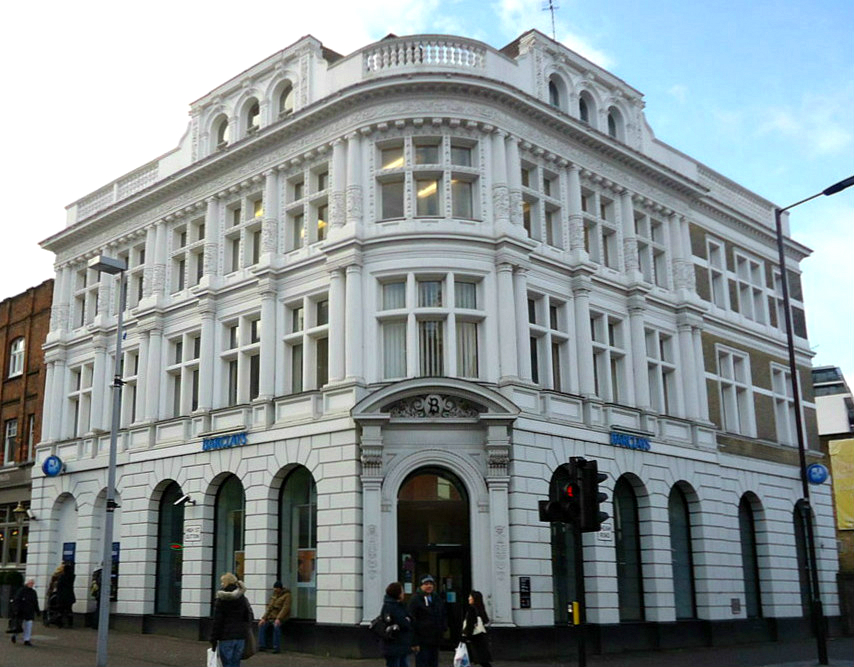
La filiale di Sutton, originariamente una filiale della London and Provincial

### Le origini come banca privata
Le origini della Barclays vengono fatte risalire all'attività degli orefici e banchieri John Freame e Thomas Gould aprirono nel 1690 un banco in Londra. Il nome "Barclays" entrò nella ragione sociale nel 1736, quando James Barclay, genero di John Freame, divenne socio della banca.
Nel 1728 la banca si spostò al numero 54 di Lombard Street, all'insegna dell'aquila nera ad ali spiegate, che in seguito sarebbe diventata parte dell'identità visiva della banca.
Nel 1776 la ditta era diventata "Barclay, Bevan and Bening" e lo rimase fino al 1785, quando entrò un altro socio, John Tritton, che aveva sposato una Barclay, e la ditta divenne "Barclay, Bevan, Bening and Tritton".

### LaBarclays and Co.
Nel 1896 molte banche di Londra e della provincia inglese, fra cui la Backhouse's Bank di Darlington e la Gurney's Bank di Norwich, si fusero sotto il nome di Barclays and Co., banca in forma di società per azioni.
L'acquisizione di piccole banche inglesi proseguì fino al 1916, estendendo la rete delle filiali. Nel 1919 fu acquistata la British Linen Bank, che in ogni modo continuò a fungere da banca di emissione.
Nel 1925 furono fuse la Colonial Bank, la National Bank of South Africa e la Anglo-Egyptian Bank per dar vita alla Barclays Bank (Dominion, Colonial and Overseas), mediante la quale la Barclays svolgeva le operazioni d'oltremare.
Nel 1938 la Barclays acquisì la più grossa banca indiana nel ramo del commercio estero, la Central Exchange Bank of India, che aveva aperto a Londra nel 1936.

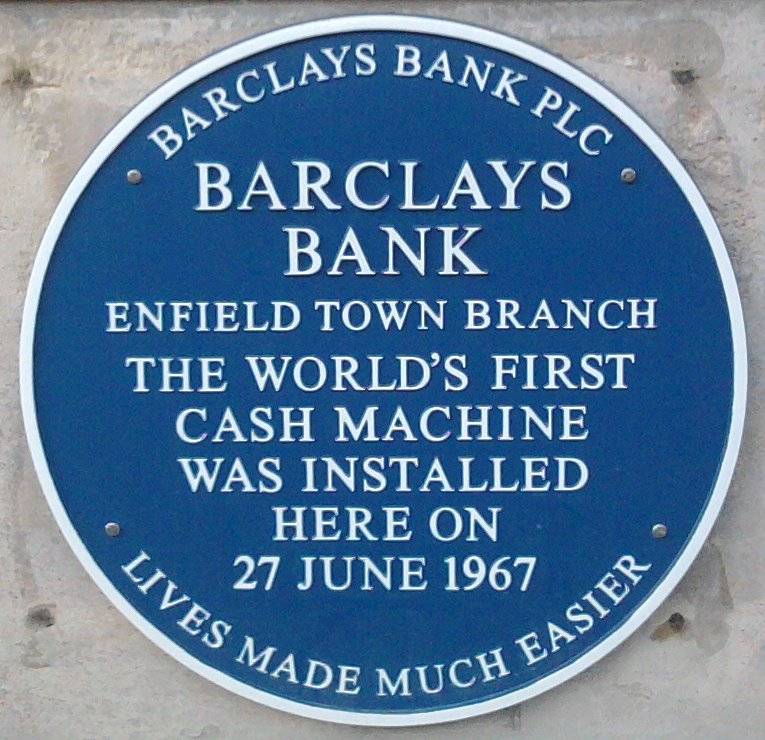
La targa che ricorda l'installazione del primo sportello bancomat del mondo ad Enfield

Nel 1965 la Barclays fondò la prima controllata negli USA, la Barclays Bank of California di San Francisco.
Il 27 giugno 1967 la Barclays inaugurò il primo sportello bancomat della storia, ad Enfield.
Nel 1969 la British Linen Bank fu venduta alla Bank of Scotland in cambio di una partecipazione del 25%. Nel 1971 la Barclays Bank (Dominion, Colonial and Overseas) mutò nome in Barclays Bank International.
Nel 1980 la Barclays Bank International rilevò la American Credit Corporation e la ribattezzò Barclays American Corporation.

### LaBarclays plc
L'anno successivo la Barclays Bank e la Barclays Bank International si fusero. Il gruppo Barclays fu riorganizzato sotto la holding Barclays plc, mentre la banca rete britannica divenne Barclays Bank PLC.
In 1986 la Barclays vendette la sua controllata sudafricana Barclays National Bank in seguito alle proteste per il coinvolgimento della banca nel regime dell'apartheid. nello stesso anno comprò la de Zoete & Bevan e la Wedd Durlacher (già Wedd Jefferson) per formare la Barclays de Zoete Wedd (BZW), oggi Barclays Investment Bank per operare sulla Borsa di Londra.
Nel 1996 il gruppo Barclays comprò la Wells Fargo Nikko Investment Advisors e la fuse con la BZW Investment Management per formare la Barclays Global Investors.
Il 2000 vide l'acquisizione della Woolwich plc (già Woolwich Building Society)., facendola diventare la controllata specializzata in mutui ipotecari.

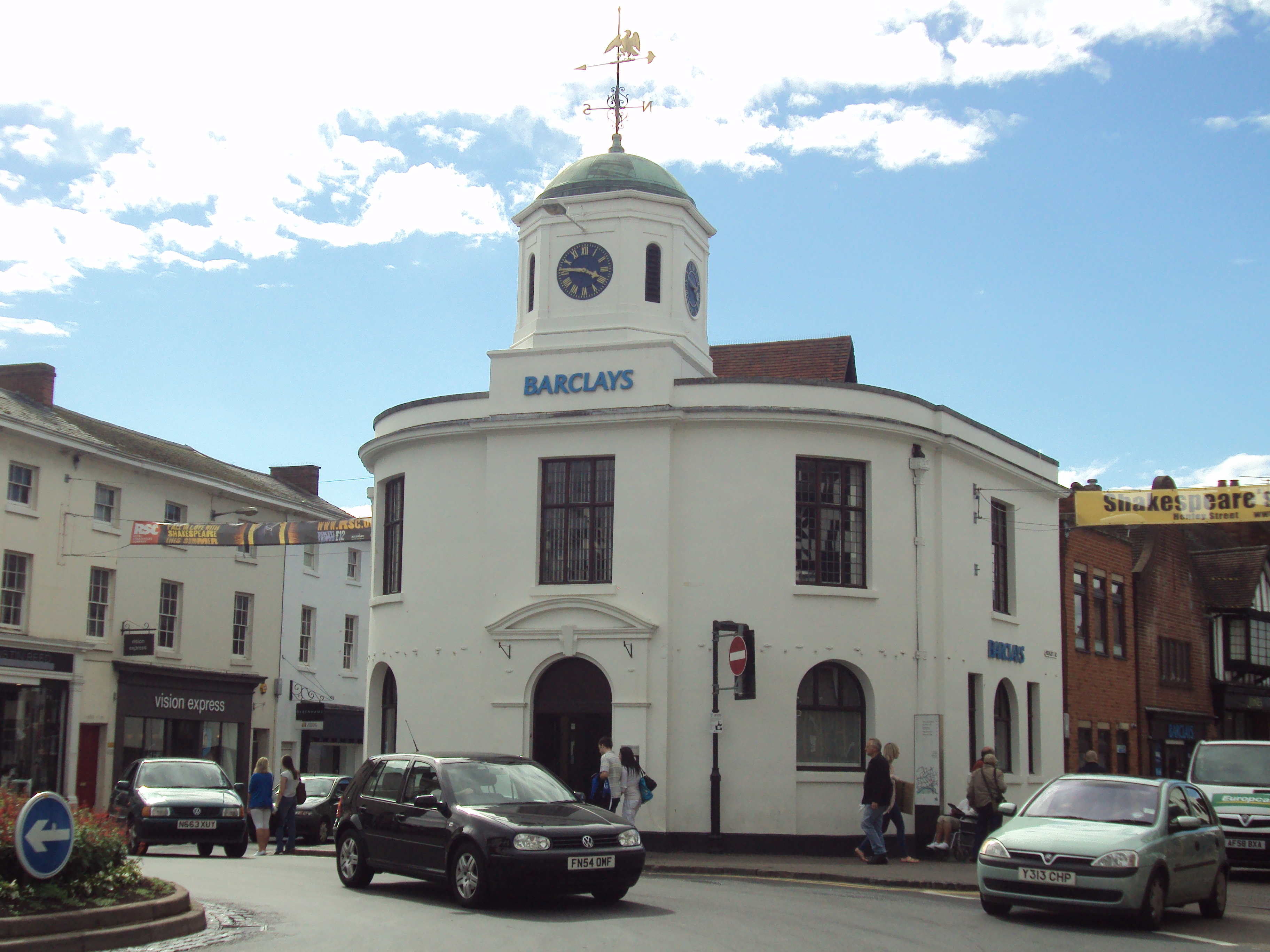
La filiale di Stratford-upon-Avon

Nel 2003 il gruppo si espanse con l'acquisizione del Banco Zaragozano, l'undicesima banca spagnola.
Nel 2005 il gruppo Barclays ha trasferito la sede dalla storica Lombard Street nella City a One Churchill Place, nel nuovo quartiere di Canary Wharf.
Sempre nel 2005 la Barclays ha scalato la Absa Group Limited, la maggior banca rete sudafricana, acquisendone il pacchetto di controllo.
Nel 2008 la Barclays rileva per 1,7 miliardi di dollari la banca d'affari Lehman Brothers, dopo il fallimento durante la crisi dei subprimes.
Il gruppo ha sponsorizzato la Premier League dal 2001 al 2016 (dal 2001 al 2004 tramite il brand Barclaycard).

## Barclays in Italia
Barclays è presente in Italia con una succursale di cui fanno parte le Divisioni Investment Banking (“Banking” e “Markets”) e Corporate Banking, oltre a seguire le attività ex Barclays Non-Core (BNC) in Italia. A livello di Gruppo, la Succursale italiana fa parte della Divisione Barclays International.
Tra le operazioni di dismissione degli assets non-core nel periodo 2016-2017, il 30 agosto 2016 Barclays ha dato notizia ufficiale del completamento delle operazioni di vendita della Divisione retail in Italia attraverso la cessione dell’intero ramo a CheBanca! del Gruppo Mediobanca
Dal gennaio 2018 Enrico Chiapparoli ricopre la carica di Country Manager della succursale italiana di Barclays, mantenendo la carica di responsabile banking per l’Italia e responsabile automotive per l’area EMEA
A seguito del voto favorevole alla Brexit del 2016, Barclays ha intrapreso un percorso per continuare a offrire servizi in UE puntando sulla controllata Barclays Bank Ireland PLC a cui faranno capo le attività del Gruppo in Europa.

## Note

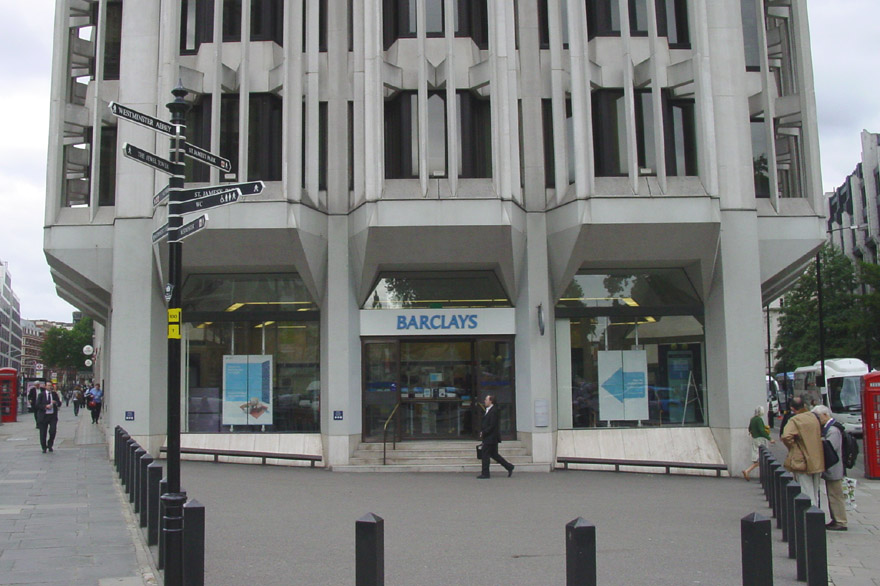
Una filiale Londinese